# Ива (фотограф)
Ива (нем. Yva; настоящее имя — Эльза Эрнестина Нойлендер-Симон, Else Ernestine Neuländer-Simon; 26 января 1900, Берлин — 31 декабря 1944, Люблин) — немецкий фотограф, известная работами в технике мультиэкспозиции, в стиле ню и в жанре модной фотографии. После успешной карьеры в Берлине была депортирована в 1942 году по причине еврейского происхождения и, вероятно, погибла в Майданеке.

## Биография
Эльза Эрнестина Нойлендер родилась в 1900 году в Берлине. Она была одной из девятерых детей еврейского торговца. Отец умер, когда Эльзе было 12 лет, и её матери пришлось содержать семейство, работая модисткой. После обучения в школе прикладных искусств «Lette-Verein» Эльза Нойлендер открыла в 1925 году собственное фотоателье и начала работать под псевдонимом «Ива». В 1920-х годах она специализировалась на модной и рекламной фотографии, а также создавала фотографии в жанре ню и портреты балерин. В 1926 году сотрудничала с художником и фотографом Хайнцем Хайек-Хальке, экспериментируя с двойной и многократной экспозицией. В 1927 году её фотографии начали публиковать журналы «Weltspiegel» und «Die schöne Frau», и в том же году в берлинской галерее Нойман-Нирендорф (Galerie Neumann-Nierendorf) состоялась первая персональная выставка Ивы. Её необычные, оригинальные работы, отличавшиеся продуманным «театральным» освещением и ирреальной, онирической атмосферой, сразу же привлекли к ней внимание критиков.
В 1929 году Ива сотрудничала с такими журналами, как «Die Dame», «Uhu», «Querschnitt», «Das Illustrierte Blatt», «Wiener Magazin», «Moden-Spiegel», «Berliner Illustrirte Zeitung», «Münchner Illustrierte Presse». При этом рекламную фотографию она считала такой же формой искусства, как и художественную. В 1932 году Ива приняла участие в Первой международной биеннале фотоискусства в Риме. В 1933 году она участвовала в различных выставках в Лондоне и Париже, однако в том же году ей было запрещено сотрудничать с прессой по причине еврейского происхождения.
В 1934 году Ива вышла замуж за Альфреда Симона, который взял на себя руководство её делами. В том же году Ива перебралась из старого ателье в новую просторную студию, где начала экспериментировать с цветной фотографией. Её ученик, будущий известный фотограф Хельмут Ньютон вспоминал, что Ива держалась в студии как кинорежиссёр: по её указаниям ассистенты подготавливали мизансцену, а затем она начинала снимать. В том же году из-за режима, ограничивавшего права евреев на работу и участие в общественной жизни, Ива была вынуждена передать руководство студией своей подруге, историку искусства Шарлотте Вайдлер. Предполагается, что тогда же она начала планировать эмиграцию из Германии, однако осталась в Берлине, возможно, по настоянию мужа.
В 1938 году Иве было запрещено продолжать работу фотографа, и ей пришлось закрыть студию, насчитывавшую к тому времени десять сотрудников. Она начала работать ассистенткой рентгеновского отделения Еврейской больницы в Берлине, а её муж — дворником. Тем временем Ива получила приглашение от американского журнала LIFE, которое она приняла, но уехать не успела. В 1942 году супруги были арестованы, депортированы и в конечном счёте попали в лагерь смерти Майданек. В списках израильского мемориала Яд ва-Шем Альфред Симон числится среди умерших в лагере; сведений о его жене нет — вероятно, она была убита сразу по прибытии в лагерь. Официальной датой её смерти было принято 31 декабря 1944 года.
Накануне планировавшегося отъезда Ива отправила в гамбургский порт 34 ящика с личными вещами, снимками и оборудованием. После ареста Ивы все они были конфискованы. 21 ящик погиб во время бомбёжек 1943 года; остальные 13 были распроданы на аукционе. В настоящее время работы Ивы хранятся в Берлинской галерее и в ряде других собраний.

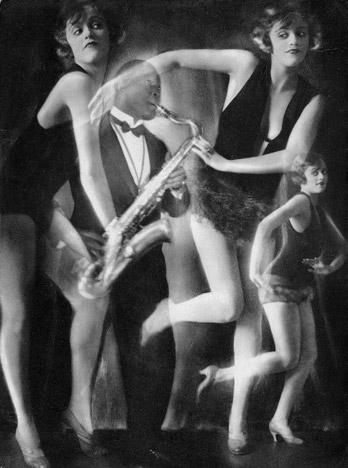
Чарлстон. 1926/27
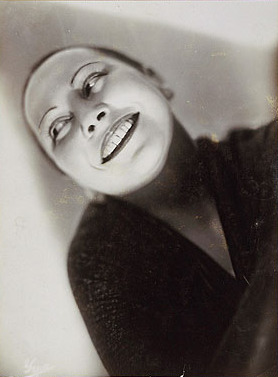
Татьяна Барбакова. 1929
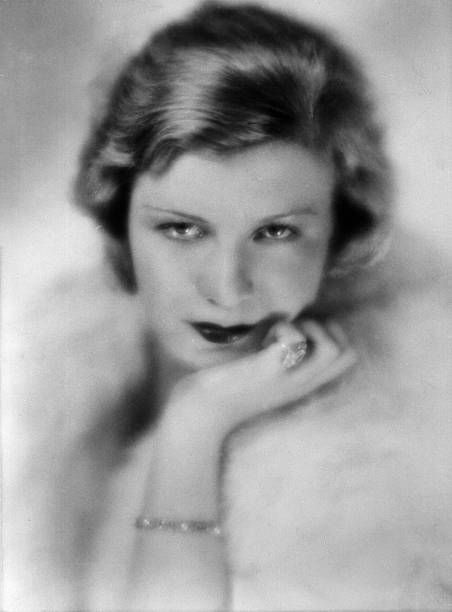
Рената Мюллер. Ок. 1931
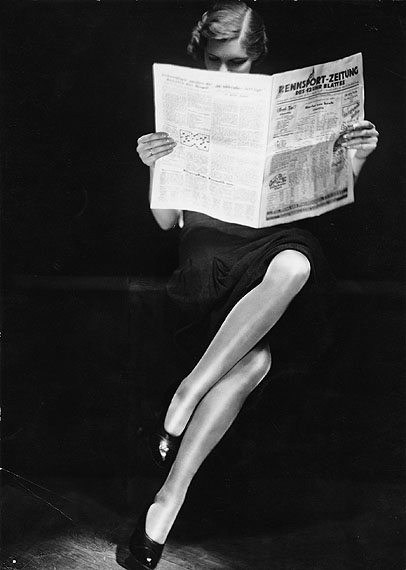
Читательница газеты. Ок. 1932
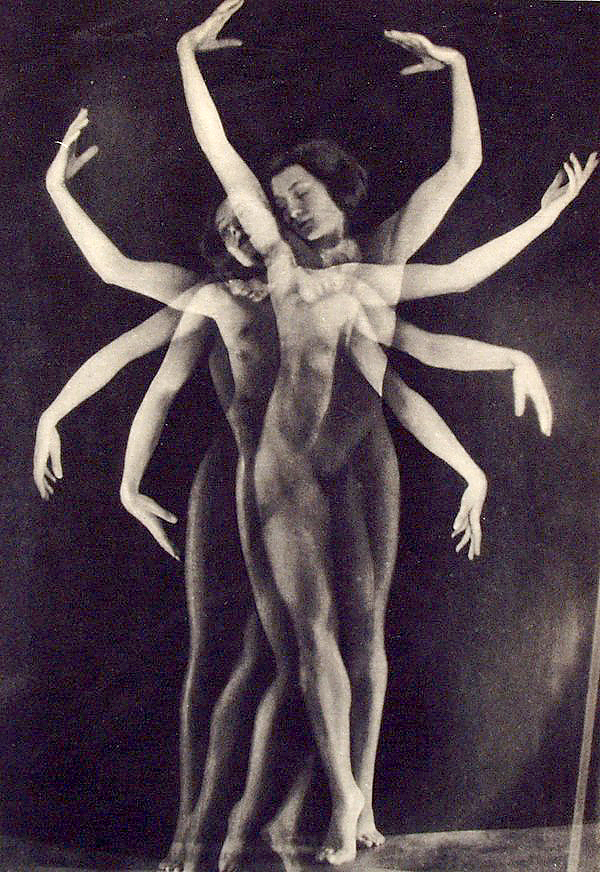
Танец. Ок. 1933